# Gran Premio de Bélgica de Motociclismo de 1960
El Gran Premio de Bélgica de Motociclismo de 1960 fue la cuarta prueba de la temporada 1960 del Campeonato Mundial de Motociclismo. El Gran Premio se disputó el 3 de julio de 1960 en el Circuito de Spa.

## Resultados 500cc
Como se esperaba, la victoria en la carrera de 500cc fue para MV Agusta, pero John Surtees fue mucho más rápido que sus compañeros de equipo. Remo Venturi quedó en segundo lugar a casi un minuto y medio del británico y Emilio Mendogni solo sexto a casi cuatro minutos.
| Pos.    | Piloto             | Moto      | Tiempo       | Pts. |
| ------- | ------------------ | --------- | ------------ | ---- |
| 1       | John Surtees       | MV Agusta | 1h 05' 25" 1 | 8    |
| 2       | Remo Venturi       | MV Agusta | +1' 23" 1    | 6    |
| 3       | Bob Brown          | Norton    | +2' 43" 1    | 4    |
| 4       | Mike Hailwood      | Norton    | +2' 59" 4    | 3    |
| 5       | Jim Redman         | Norton    | +3' 41" 3    | 2    |
| 6       | Emilio Mendogni    | MV Agusta | +3' 46" 6    | 1    |
| 7       | John Hempleman     | Norton    | +4' 32" 1    |      |
| 8       | John Hartle        | Norton    | +1 Vuelta    |      |
| 9       | Bert Schneider     | Norton    | +1 Vuelta    |      |
| 10      | Fumio Itō          | BMW       | +1 Vuelta    |      |
| 11      | Peter Pawson       | Norton    | +1 Vuelta    |      |
| 12      | Dickie Dale        | Norton    | +1 Vuelta    |      |
| 13      | Jacques Insermini  | Norton    | +1 Vuelta    |      |
| 14      | Robert Weston      | Norton    | +1 Vuelta    |      |
| 15      | Rudolf Gläser      | Norton    | +1 Vuelta    |      |
| 16      | Hans-Günther Jäger | BMW       | +2 Vueltas   |      |
| 17      | Raymond Bogaerdt   | Norton    | +4 Vueltas   |      |
| Ret     | Jack Findlay       | Norton    | Ret          |      |
| Ret     | Frank Perris       | Norton    | Ret          |      |
| Ret     | Raymond Hanset     | Norton    | Ret          |      |
| Ret     | Jean-Pierre Bayle  | Norton    | Ret          |      |
| Ret     | Paddy Driver       | Norton    | Ret          |      |
| Ret     | Ron Miles          | Norton    | Ret          |      |
| Ret     | Ladi Richter       | Norton    | Ret          |      |
| Ret     | Bob Anderson       | Norton    | Ret          |      |
| Ret     | Alan Trow          | Norton    | Ret          |      |
| Fuente: |                    |           |              |      |

## Resultados 250cc
La carrera de 250cc fue un gran éxito para MV Agusta, con Carlo Ubbiali como el ganador, medio segundo por delante de su compañero de equipo Gary Hocking. Luigi Taveri terminó tercero medio minuto por detrás. Tarquinio Provini (Moto Morini) se estrelló en Blanchimont y fue llevado al hospital. Alberto Pagani anotó la primera carrera de Aermacchi Ala d'Oro 250. Además, el cuarto lugar de Mike Hailwood fue decepcionante: con la Ducati Desmo 250 todavía no pudo batir la MV Agusta.
| Pos.    | Piloto             | Moto      | Tiempo    | Pts. |
| ------- | ------------------ | --------- | --------- | ---- |
| 1       | Carlo Ubbiali      | MV Agusta | 41' 40" 3 | 8    |
| 2       | Gary Hocking       | MV Agusta | +0" 6     | 6    |
| 3       | Luigi Taveri       | MV Agusta | +30" 6    | 4    |
| 4       | Mike Hailwood      | Ducati    | +2' 02" 5 | 3    |
| 5       | Alberto Pagani     | Aermacchi | +1 Vuelta | 2    |
| 6       | Günter Beer        | Adler     | +1 Vuelta | 1    |
| 7       | Pierrot Vervroegen | MotoBi    | +1 Vuelta |      |
| 8       | Rudi Thalhammer    | NSU       | +1 Vuelta |      |
| 9       | Siegfried Lohmann  | Adler     | +1 Vuelta |      |
| 10      | Raphaël Orinel     | NSU       | +1 Vuelta |      |
| Ret     | Tarquinio Provini  | Morelli   | Ret       |      |
| Ret     | Ernst Degner       | MZ        | Ret       |      |
| Ret     | Dickie Dale        | MZ        | Ret       |      |
| Ret     | John Hempleman     | MZ        | Ret       |      |
| Ret     | Silvio Grassetti   | Benelli   | Ret       |      |
| Ret     | Gilberto Milani    | Benelli   | Ret       |      |
| Fuente: |                    |           |           |      |

## Resultados 125cc
La temporada de Ernst Degner tuvo un mal comienzo con una lesión en la TT de Man y un quinto lugar en Gran Premio de los Países Bajos, pero ahora ganó la pelea a su compañero de equipo John Hempleman y Carlo Ubbiali (MV Agusta). Las MZ fueron las primeros en vencer a MV Agusta esta temporada. Los Honda RC 143 de Moto Kitano, Sadao Shimazaki, Bob Brown y Giichi Suzuki no pudieron acabar la carrera.
| Pos. | Piloto           | Moto      | Tiempo    | Pts. |
| ---- | ---------------- | --------- | --------- | ---- |
| 1    | Ernst Degner     | MZ        | 42'       | 8    |
| 2    | John Hempleman   | MZ        | +5" 4     | 6    |
| 3    | Carlo Ubbiali    | MV Agusta | +5" 6     | 4    |
| 4    | Bruno Spaggiari  | MV Agusta | +20" 7    | 3    |
| 5    | Gary Hocking     | MV Agusta | +44" 1    | 2    |
| 6    | Mike Hailwood    | Ducati    |           | 1    |
| 7    | Moto Kitano      | Honda     | +1' 34" 2 |      |
| 8    | Sadao Shimazaki  | Honda     | +1' 56" 4 |      |
| 9    | Jim Redman       | Ducati    | +1' 57"   |      |
| 10   | Bob Brown        | Ducati    | +1' 59"   |      |
| 11   | Alberto Gandossi | MZ        | +2' 03" 7 |      |
| 12   | Giichi Suzuki    | Honda     | +2' 33" 9 |      |
| Ret  | Alberto Pagani   | MV Agusta | Ret       |      |